# Cyttaria harioti
Cyttaria harioti es un hongo de nombre común llao llao, llaullao o pan de indio, que parasita los troncos y las ramas de los Nothofagus, árboles muy comunes en la Patagonia, al sur de Chile y de Argentina. Les provoca tumores globosos llamados "nudos", tapándole los conductos de savia. El hongo al salir del nudo logra expandirse a otra parte del árbol. Cuando fructifica, produce unas esferas carnosas comestibles llamadas llao llao.